# Víctor David López
Víctor David López (Lomas de Zamora, Provincia de Buenos Aires, Argentina, 20 de abril de 1987) es un futbolista argentino. Juega de volante por izquierda y su primer equipo fue All Boys. Actualmente se desempeña en Libertad de Sunchales del Torneo Federal A.

## Clubes
| Club                       | País      | Año       |
| -------------------------- | --------- | --------- |
| All Boys                   | Argentina | 2007-2008 |
| Barracas Central           | Argentina | 2008-2009 |
| Egaleo FC                  | Grecia    | 2009-2010 |
| All Boys                   | Argentina | 2010-2011 |
| Juventude                  | Brasil    | 2011      |
| Justo José de Urquiza      | Argentina | 2012-2013 |
| Deportivo Morón            | Argentina | 2013-2014 |
| San Lorenzo de Alem        | Argentina | 2014      |
| Independiente de Chivilcoy | Argentina | 2015-2016 |
| Libertad de Sunchales      | Argentina | 2016-?    |